# Unterseeboot 364
Le Unterseeboot 364 (ou U-364) est un sous-marin allemand (U-Boot) de type VII.C utilisé par la Kriegsmarine (marine de guerre allemande) pendant la Seconde Guerre mondiale.

## Construction
L'U-364 est un sous-marin océanique de type VII C. Construit dans les chantiers de Flensburger Schiffbau-Gesellschaft à Flensbourg, la quille du U-364 est posée le 12 février 1942 et il est lancé le 21 janvier 1943. L'U-364 entre en service trois mois et demi plus tard.

## Historique
Mis en service le 3 mai 1943, l'Unterseeboot 364 reçoit sa formation de base sous les ordres de l'Oberleutnant zur See Paul-Heinrich Sass à Kiel en Allemagne au sein de la 5. Unterseebootsflottille jusqu'au 31 octobre 1943, puis l'U-364 intègre sa formation de combat dans la 7. Unterseebootsflottille à la base sous-marine de Saint-Nazaire, qu'il ne rejoindra jamais.
L'Unterseeboot 364 effectue deux patrouilles, toujours sous les ordres de l'Oberleutnant zur See Paul-Heinrich Sass, dans lesquelles il n'a ni coulé, ni endommagé de navire ennemi au cours de ses 67 jours en mer.
Pour sa première patrouille, l'U-364 quitte le port de Kiel le 23 novembre 1943 pour rejoindre quatre jours plus tard, le port de Marviken le 26 novembre 1943.
Quatre jours plus tard, il reprend la mer pour sa deuxième patrouille le 28 novembre 1943 dans l'Atlantique Nord en passant entre l'Islande et les Îles Féroé. Après 63 jours en mer, l'U-364 est coulé le 29 janvier 1944 dans le Golfe de Gascogne à la position géographique de 45° 33′ N, 5° 55′ O par des charges de profondeur lancées d'un bombardier Handley Page Halifax britannique (du Squadron U/502). 
Les 49 membres d'équipage meurent dans cette attaque.

## Affectations successives
- 5. Unterseebootsflottille à Kiel du 3 mai 1943 au 31 octobre 1943 (entrainement)
- 7. Unterseebootsflottille à Saint-Nazaire du 1er novembre 1943 au 29 janvier 1944 (service actif)

## Commandement
- Oberleutnant zur See Paul-Heinrich Sass du 3 mai 1943 au 29 janvier 1944

## Patrouilles
|       | Commandant               | Départ           | Départ   | Arrivée          | Arrivée  | Jours    | Succès |
| ----- | ------------------------ | ---------------- | -------- | ---------------- | -------- | -------- | ------ |
| 1     | Oblt. Paul-Heinrich Sass | 23 novembre 1943 | Kiel     | 26 novembre 1943 | Marviken | 4 jours  |        |
| 2     | Oblt. Paul-Heinrich Sass | 28 novembre 1943 | Marviken | 29 janvier 1944  | Coulé    | 63 jours |        |
| Total | Total                    | Total            | Total    | Total            | Total    | 67 jours | 0 t    |

Note : Oblt. = Oberleutnant zur See - Kplt. = Kapitänleutnant

### Opérations Wolfpack
L'U-364 a opéré avec les Wolfpacks (meute de loups) durant sa carrière opérationnelle.
1. Coronel 1 (14 décembre 1943 - 17 décembre 1943)
2. Sylt (18 décembre 1943 - 23 décembre 1943)
3. Rügen 1 (23 décembre 1943 - 28 décembre 1943)
4. Rügen 2 (28 décembre 1943 - 7 janvier 1944)
5. Rügen (7 janvier 1944 - 14 janvier 1944)

## Navires coulés
L'Unterseeboot 364 n'a ni coulé, ni endommagé de navire marchand ennemi au cours des deux patrouilles (67 jours en mer) qu'il effectua.

### Source et bibliographie
- (en) Cet article est partiellement ou en totalité issu de l’article de Wikipédia en anglais intitulé « German submarine U-364 » (voir la liste des auteurs).
- Chris Bishop, historien militaire (trad. de l'anglais par Christian Muguet), Les sous-marins de la Kriegsmarine : 1939-1945 : le guide d'identification des sous-marins [« The spellmount submarine identification guide : Kriegsmarine U-boats 1939-1945 »], Paris, Éd. de Lodi, 2008, 192 p. (ISBN 978-2-84690-327-1, OCLC 470721805, BNF 41298980)